# Вільям Дітерле
Ві́льям Ді́терле (англ. William Dieterle, ім'я при народженні — нім. Wilhelm Dieterle) (15 липня, 1893 — 9 грудня, 1972) — німецький і американський кінорежисер і актор, який більшу частину кар'єри пропрацював в Голлівуді.
Найцікавішими і найвизнанішими фільмами Дітерле є «Горбань із Нотр-дама» (1939), «Диявол і Даніель Вебстер» (1941) і «Портрет Дженні» (1948). Його фільм «Життя Еміля Золя» (1937) отримав Оскар як найкращий фільм, а самого Дітерле за цей фільм було номіновано на Оскар як найкращого режисера. Крім того, в цілому п'ять акторів висувалися на премію Оскар за свої ролі у фільмах Дітерле — Пол Муні, Джозеф Шилдкраут, Браян Ахерн, Волтер Хастон і Дженніфер Джонс, причому Муні і Шилдкраут її отримали.

## Біографія

### Ранні роки життя. Кінокар'єра в Німеччині: 1913—1929
Молодший з дев'ятьох дітей в сім'ї Якоба Дітерле і Берти (уродж. Дерр). У дитинстві жив у бідності, для заробітку теслярував, торгував вторсировиною. Рано зацікавився театром, ставив спектаклі в сімейній коморі. У 16 років залучився до мандрівного театру, працював у ньому різноробочим і вивчав акторську майстерність; незабаром став провідним романтичним актором. 1919 року в Берліні привернув увагу Макса Рейнгардта, який залучав його до своїх постановок до 1924. З 1921 для заробітку знімався в кіно і незабаром став популярним характерним актором, в тому ж році одружився з актрисою Шарлотою Хагенбрух. У 1923 на власні кошти поставив свій перший фільм; в головній ролі знялася молода Марлен Дітріх. У 1927 разом з дружиною заснував кінокомпанію Charrha-Film.

### Кар'єра у Голлівуді: 1930-ті роки
Після погіршення політичної ситуації в Німеччині у 1930-ті роках, Дітерле, як і багато інших представників кіноіндустрії країни, емігрував до США. Дітерле говорив: «У Берліні ходив такий жарт про втечу … якщо в ресторані дзвонив телефон, говорили, що це, напевно, Голлівуд. Ну, одного разу ми з дружиною обідали, і це дійсно сталося».
Дітерле отримав пропозицію від студії «Ворнер Бразерс» ставити кіноверсії популярних хітів студії німецькою мовою для ринку Німеччини. У цій якості він зробив фільми «Танок триває» (1930), «Путь усіх чоловіків» (1930) і «Священний вогонь» (1931), «Час щастя» (1931) і «Кісмет» (1931). «Він же працював над „Морським демоном“ (1931), німецькомовною версією „Мобі Діка“, зіграв роль капітана Ахава. Фільм поставив ще один європеєць, який незабаром стане одним з найуспішніших режисерів студії „Ворнер“, угорець Майкл Кертіс». Віце-президент компанії «Ворнер Бразерс» Хол Б. Уолліс був настільки вражений цими фільмами, що запропонував Дітерле залишитися у Голлівуді. 1931 року Дітерле змінив ім'я з німецького Вільгельма на англійське Вільям, а в 1937 році став громадянином США.
Хоча Дітерле зняв свої «найважливіші» фільми пізніше, проте, деякі дослідники кіно вважають, що найкращим періодом у Дітерле були саме 1931—1934 роки. «Його перший фільм „Останній політ“ (1931) сьогодні вважається шедевром» і одним з визначальних портретів «втраченого покоління» 1920-х років". Фільм розповідає про чотирьох американських бойових пілотів, які гуляють і поневіряються Парижем після Першої світової війни, намагаючись знову набути сенсу життя. За ідейним змістом, тематикою, настроєм фільм витриманий у дусі робіт Ернеста Хемінгуея і Френсіса Скотта Фіцджеральда. Хоча фільм і не був успішним у першому прокаті, він був високо оцінений як забутий шедевр при подальшому прокаті у 1970 році.
Кримінальна авантюрна комедія «Крадіжка коштовностей» (1932) «імітувала манеру Любіча на найвищому рівні», а кримінальна мелодрама «Туман над Фріско» (1934) з Бетт Девіс «стала культовою завдяки неймовірно високому темпу оповідання і технічній досконалості при викладі досить-таки стандартної кримінальної історії».

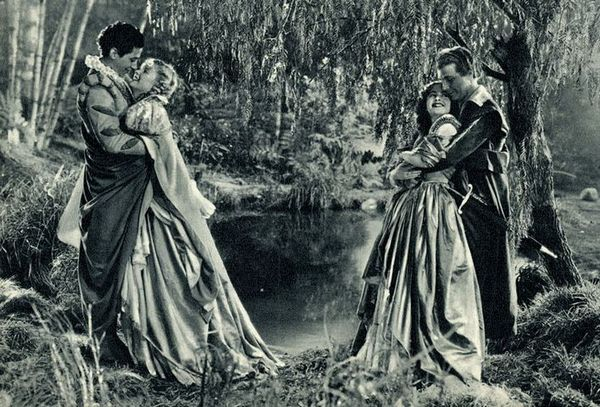
Кадр з фільму «Сон літньої ночі» (1935)

«У 1934 році в США приїхав Рейнгардт, який втік з Європи від нацистської загрози. Він привіз з собою розкішну, готову до постановки версію „Сна літньої ночі“ Вільяма Шекспіра — феєрії для голлівудського театру „Голлівуд боул“, яка стане легендарною. Вона була настільки вражаючою, що зацікавила керівників „Ворнер“». Дітерле переконав «Ворнер Бразерс» профінансувати крупнобюджетну кіноверсію вистави із зірковим складом виконавців. Режисерами стали сам Рейнгардт разом «зі своїм учнем Дітерле». Під час роботи над стрічкою Рейнгардт проводив репетиції з акторами, і тільки потім дозволяв Дітерле ставити фільм. «Рейнгардт нічого не знав про Голлівуд, і повинен був за допомогою Дітерле зрозуміти різницю між надмірно акцентованою акторською грою на сцені і тонкощами роботи на камеру». Фільм невдало пройшов в кінотеатрах, думка критиків також була неоднозначною. Проте, фільм отримав два Оскара (за найкращу операторську роботу і найкращий монтаж), і був номінований ще на два (за найкращу картину і найкращому помічникові режисера). Сьогодні фільм переважно високо оцінюють критики і він належить до класики жанру.
У другій половині 1930-х років Дітерле поставив на студії «Ворнер» три престижні байопіки з актором Полом Муні — «Історія Луї Пастера» (1936), «Життя Еміля Золя» (1937) та «Хуарес» (1939), кожен з яких було удостоєно номінацій на Оскар.
Першою в серії цих знаменитих і дуже успішних «біографічних фільмів» стала «Історія Луї Пастера» (1936). Пол Муні зіграв роль знаменитого ученого, який не лише відкрив принципи вакцинації, але і був вимушений вести боротьбу з і скептично налаштованою медичною спільнотою. Фільм мав успіх як у критики, так і в прокаті, і приніс Муні Оскар як найкращому акторові. Він також допоміг компанії «Ворнер Бразерс» затвердитися як творцю «престижних картин» після десятиліття популярності головним чином кримінальними драмами. На жаль, це привело до того, що Дітерле був вимушений поставити декілька фільмів, які йому не подобалися, «оскільки на „Ворнер“ в той момент якщо ти досягав успіху, то тобі давали що-небудь жахливе, щоб утримати тебе від надмірної зарозумілості». Серед цих фільмів — біографічна картина про британську громадську діячку Флоранс Найтінгейл під назвою «Білий ангел» (1936), кримінальна комедія «Сатана зустрів леді» (1936) з Бетт Девіс, друга з трьох кіноверсій роману Дешилла Гемметта «Мальтійський сокол», а також «Принц і жебрак» (1937) за Марком Твеном.
Після цього Дітерле дозволили зняти ще одну сильну біографічну картину з Полом Муні — «Життя Еміля Золя» (1937). Заснований на історії життя французького філософа і романіста Еміля Золя, фільм головним чином був присвячений участі Золя у знаменитій «справі Дрейфуса», офіцера Французької армії, єврея за національністю, неправомірно звинуваченого в зраді своїми начальниками і посадженого у в'язницю. Фільм мав величезний успіх, і був номінований на 10 Оскарів, завоювавши ці нагороди в категоріях найкращий фільм, найкращий сценарій і найкраща роль другого плану (актор Джозеф Шилдкраут в ролі Дрейфуса). Дітерле отримав номінацію як найкращий режисер, і ця номінація на Оскар так і залишилася єдиною в його кар'єрі.
Наступний фільм «Блокада» (1938) зіграв важливе значення в творчій біографії Дітерле і його сценариста Джона Ховарда Лоусона (який був членом Компартії США і відкрито просував у своєму мистецтві комуністичні погляди). Дія фільму відбувається під час Громадянської війни в Іспанії, яка ще не закінчилася на той момент. Звичайний селянин (Генрі Фонда) бере до рук зброю, щоб захищати своє господарство від загарбників, одночасно заводячи роман з російською авантюристською, вимушеною шпигувати на Франко. Фільм різко викривав тиранію і виступав із закликом до усіх країн підтримати республіканську Іспанію. У епоху розгулу маккартизму і «полювання на відьом» в 1940—1950-ті роки фільм часто згадувався як прокомуністичний в урядових документах.
«Хуарес» (1939) став третім біографічним фільмом, який Дітерле зробив з Полом Муні, він розповідав про життя мексиканського політика Беніто Хуареса і його боротьбу з імператором Максиміліаном I у 1860-ті роки. Після виходу цього фільму Дітерле назвали «квінтесенцією ліберального режисера 1930-х років». В одному з інтерв'ю у 1970-ті роки Дітерле заявив, що цей фільм «повинен би стати найтиповішою картиною нашого часу (1970-х років) — велика сучасна армія виснажена партизанами. Паралель із В'єтнамом більш ніж очевидна». Стрічка отримала дві номінації на Оскар: за найкращу операторську роботу і за найкращу роль другого плану (Браяну Ахерну за роль імператора Максиміліана).
Двома останніми картинами Дітерле для студії «Ворнер» знову стали байопіки, в яких головні ролі цього разу виконав Едвард Робінсон. «Магічна куля доктора Ерліха» (1940, номінація на Оскар за найкращий сценарій) була присвячена відкриттю Паулем Эрліхом сальварсану, завдяки чому стало можливим лікувати сифіліс. «Пошта від Рейтера» (1940) була присвячена Полу Джуліусу Рейтеру, який створив перше агентство новин «Рейтер».

### Кар'єра у Голлівуді: 1940-ві роки
У 1940-ві роки роботи Дітерле наповнилися багатою романтичною експресією. Тоді як багато оглядачів того часу відчували, що його кар'єра пройшла свій пік у 1930-ті роки, загальна думка критиків сьогодні така, що фільми саме цього періоду є його найкращими. Кінокритик Девід Томсон, зокрема, писав, що байопіки 1930-х років були «неповороткими і великоваговими німецькими роботами, які страждали від театральності і надмірних чудасій Пола Муні», тоді як його наступні роботи «розкрили раніше затиснутий талант щедрого романтика».
На студії «РКО» Дітерле поставив два класичні фільми — «Горбун із Нотр-дама» (1939) з Чарльзом Лоутоном в ролі Квазімодо і «Диявол і Даніель Уебстер» (1941) з Волтером Хадсоном в ролі диявола.
«Горбун із Нотр-дама» (1939) був «одним з найкращих фільмів Дітерле, як за своїм романтичним стилем, так і за прекрасними темними сценами паризького середньовічного дна, з драматичним мінімальним освітленням, що прийшло від його експресіоністських коренів». Фільм було номіновано на два Оскари — за найкращу музику і найкращий звукозапис і став «на той момент безсумнівно найкращою екранізацією класичної історії Віктора Гюго».
Після цього Дітерле «відзначився ще однією виграшною екранізацією, зробивши дивовижний „Диявол і Даніель Уебстер“ (1941) за оповіданням Стівена Вінсента Бенета». «Диявол і Даніель Уебстер» (відомий також під назвою «Все, що можна купити за гроші») (1941) був готичною фантазією за мотивами легенди про Фауста, дія якого відбувається у штаті Нью-Гемпшир у 1840-ві роки. Головні ролі зіграли Волтер Хастон (Диявол) і Едвард Арнолд (молодий політик Даніель Уебстер), які вступають у боротьбу за душу фермера Джабеса Стоуна після того, як той хоче вийти з угоди з Дияволом. Хоча при першому прокаті фільм не мав особливого успіху, сьогодні він визнається класикою завдяки нуаровій операторській роботі Джо Огаста, що завоювала Оскар за музику Бернарда Херрманна і вражаючим спецефектам. 2003 року актор і режисер Алек Болдуїн створив рімейк цього фільму.
Байопік «Джонсон із Теннесі» (1942) з Ваном Гефліном і Лайонелом Беррімором в головних ролях розповідав про 17-го президента США Ендрю Джонсона, який змінив на цій посаді застреленого Авраама Лінкольна, і, зокрема, про події, пов'язані з його імпічментом.
«Кісмет» (1944) став четвертою кінопостановкою за однойменною п'єсою Едварда Кноблока після фільмів «Ворнер Бразерс» 1914, 1920 і 1930 років, а також німецькомовної версії, яку Дітерле поставив у 1931 році. У цій пригодницькій історичній фантазії про події при дворі багдадського візира в дусі «Тисячі і однієї ночі», зіграли Рональд Колман і Марлен Дітріх. Фільм отримав чотири номінації на Оскар — за найкращу операторську роботу, музику, звук і роботу художника.
З 1944 року Дітерле почав співпрацювати з незалежним продюсером Дівідом О. Селзніком, з яким поставив «Побачимося» (1944), вдалу романтичну мелодраму воєнного періоду за участю Джинджер Роджерс і Джозефа Коттена та романтичну мелодраму «Любовні листи» (1945) про солдата (Джозеф Коттен), який під час Другої світової війни пише любовні листи від імені свого друга.
Девід Селзнік, який у той час був чоловіком Джонс, став продюсером і наступного фільму Дітерле «Портрет Дженні» (1948). «„Дженні“ став одним з шедеврів Дітерле, в якому він зміг проявити усі свої художні таланти. Його використання світлого, темного і туманного фону — і в якийсь момент текстурованого поля мальовничого полотна — передавали фантазійний стан і атмосферу потойбічної історії закоханих з різних часів. Безперечно, цей фільм вплинув на подальші фільми на схожу тему». Бюджет фільму був надмірно роздутим, і Селзнік був вимушений продати контракт Дітерле в «Парамаунт пикчерз».

### Робота в Парамаунт: 1949—1957 роки
Для «Парамаунт» Дітерле поставив декілька добротних фільмів нуар: у 1949 році Дітерле «Звинувачувана» з Лоретою Янг в ролі викладачки коледжу, яка вбиває свого студента при спробі зґвалтування, а потім приховує сліди злочину, і «Мотузок з піску», де Берт Ланкастер виконує роль єгера в Південній Африці, який випадково знаходить тайник з коштовностями, після чого стає об'єктом жорстокого і витонченого переслідування з боку гірничодобувної компанії. У фільмі нуар «Темне місто» (1950) з Чарльтоном Хестоном група шахраїв обігрує в покер хлопця, який покінчує життя самогубством, але його мстивий брат розшукує і вбиває одного за іншим усіх учасників тієї гри. «Поворотний пункт» (1952) розповідав про боротьбу окружного прокурора (Едмонд О'Брайєн) і журналіста (Вільям Голден) з кримінальним синдикатом.
У мелодрамі «Сплачено сповна» (1950) добра і зла сестри закохуються в одного чоловіка, який одружується на злій, але незабаром розуміє, що любить добру. Ще одна мелодрама «Роман у вересні» (1950) за участю Джозефа Коттена і Джоан Фонтейн розповідає про випадкові стосунки великого промисловця і відомої піаністки, які волею долі не встигли на літак, який зазнав авіакатастрофи, що дозволило їм на деякі час вирватися із звичної життєвої рутини і віддатися силі почуттів. Пригодницький романтичний трилер «Пекінський експрес» (1951) з Джозефом Коттеном в головній ролі був рімейком широко визнаного «Шанхайського експресу» (1932) Джозефа фон Штернберга. За ним зняв низку невиразних фільмів: вестерн «Червона гора»(1951) з Аланом Леддом і Лізбет Скотт, спортивна мелодрама про жокея «Бутс Мелоун» (1952) з Вільямом Голденом і біблейська епічна драма «Саломея» (1953) з Рітою Гейворт у головній ролі. В мелодрамі «Слоняча стежка» (1954) Елізабет Тейлор зіграла дружину власника чайної плантації на Цейлоні, яка сумує за міським життям і закохується в керівника (Ден Ендрюс). Перш ніж повернутися до Європи, Дітерле зняв ще два байопіки — «Чарівний вогонь» (1955) про Ріхарда Вагнера і «Омар Хаям» (1957).

### Останні роки життя
У 1958 році Дітерле повернувся до Німеччини, поставивши там і в Італії понад десяток фільмів, більшість з яких були зроблені для телебачення і пройшли непомітно.
Останній американський фільм Дітерле «Швидше, давай одружимося!» (1964), відомий також як «Визнання» або «Сім різних шляхів», кримінально-пригодницька комедія-фарс за участю Джинджер Роджерс і Рея Мілланда, по ходу створення «зазнала численних зміни, і через розбіжності стосовно монтажу була покладена на полицю», з'явившись на екранах тільки у 1971 році. Фільм став найбільшим провалом в американській кар'єрі Дітерле.
Останньою режисерською роботою Дітерле стала німецька телеверсія «Сну літньої ночі» (1968), що зробило його, ймовірно, єдиним режисером який зробив дві кіноверсії цієї комедії Вільяма Шекспіра.
Після цього Дітерле вийшов на пенсію і переїхав у баварське містечко Оттобрунн, де помер 9 грудня 1972 року.

## Нагороди і номінації
- 1936 — Номінація на Кубок Муссоліні Венеційського кінофестивалю за фільм «Історія Луї Пастера» (1936)
- 1938 — Номінація на Оскар найкращому режисерові за фільм «Життя Еміля Золя» (1937)
- 1949 — Номінація на Золотого лева Венеційського кінофестивалю за фільм «Портрет Дженні» (1948)
- 1970 — Почесна кінопремія Німеччини за багаторічний видатний особистий внесок у німецьке кіно[11]

## Фільмографія
Режисерські роботи

### Фільми, поставлені в Німеччині
- 1923 — Чоловік біля дороги / Der Mensch am Wege
- 1927 — Таємниця абата Х / Das Geheimnis des Abbe X
- 1928 — Секс в ланцюгах / Geschlecht in Fesseln — Die Sexualnot der Gefangenen
- 1929 — Через Бранденбурзькі ворота. Поки що на Унтер Лінден / Durchs Brandenburger Tor. Solang noch Untern Linden
- 1929 — Я кохаю тебе / Ich liebe für Dich
- 1929 — Весняний шум / Frühlingsrauschen
- 1929 — Тиша у лісі / Das Schweigen im Walde
- 1929 — Людвіг II, Баварський / Ludwig II, King of Bavaria

### Версії голлівудських фільмів німецькою мовою
- 1930 — Ті, хто танцюють / Der Tanz geht weiter
- 1930 — Кісмет / Kismet
- 1930 — Час щастя / Eine Stunde Glück
- 1931 — Священний вогонь / Die heilige Flamme

### Голлівудські фільми
- 1931 — Останній політ / The Last Flight
- 1931 — Його Величність, Кохання / Her Majesty, Love
- 1932 — Розшукується чоловік / Man Wanted
- 1932 — Крадіжка коштовностей / Jewel Robbery
- 1932 — Аварія / The Crash
- 1932 — Прожити шість годин / Six Hours to Live
- 1932 — Багрова зоря / Scarlet Dawn
- 1933 — Людина закону / Lawyer Man
- 1933 — Гренд слем / Grand Slam
- 1933 — Чудовий / Adorable
- 1933 — Закоханий диявол / The Devil's in Love
- 1933 — Жінка / Female
- 1933 — Зі штабу / From Headquarters
- 1934 — Туман над Фріско / Fog Over Frisco
- 1934 — Моди 1934 року / Fashions of 1934
- 1934 — Доктор Моніка / Dr. Monica
- 1934 — Мадам дю Баррі / Madame Du Barry
- 1934 — Вогняний птах / The Firebird
- 1934 — Таємнича наречена / The Secret Bride
- 1935 — Сон літньої ночі / A Midsummer Night's Dream
- 1935 — Доктор Сократ / Dr. Socrates
- 1936 — Історія Луї Пастера / The Story of Louis Pasteur
- 1936 — Білий ангел / The White Angel
- 1936 — Сатана зустрів леді / Satan Met a Lady
- 1937 — Великий О'Маллі / The Great O'Malley
- 1937 — Принц і жебрак / The Prince and the Pauper
- 1937 — Новій світанок / Another Dawn
- 1937 — Життя Еміля Золя / The Life of Emile Zola
- 1938 — Блокада / Blockade
- 1939 — Хуарес / Juarez
- 1939 — Горбун із Нотр-Дама / The Hunchback of Notre Dame
- 1940 — Магічна куля доктора Ерліха / Dr. Ehrlich's Magic Bullet
- 1940 — Пошта від Рейтера / A Dispatch From Reuter's
- 1941 — Диявол і Деніель Вебстер / The Devil and Daniel Webster
- 1942 — Синкопа / Syncopation
- 1943 — Джонсон із Теннесі / Tennessee Johnson
- 1944 — Кісмет / Kismet
- 1945 — Побачимося / I'll Be Seeing You
- 1945 — Любовні листи / Love Letters
- 1945 — Це кохання — наше / This Love of Ours
- 1946 — В пошуках вітру / The Searching Wind
- 1946 — Дуель під сонцем / Duel in the Sun (в титрах не вказаний)
- 1948 — Портрет Дженні / Portrait of Jennie
- 1949 — Звинувачувана / The Accused
- 1949 — Піщана мотузка / Rope of Sand
- 1950 — Сплачено повністю / Paid in Full
- 1950 — Вулкан / Vulcano
- 1950 — Роман у вересні / September Affair
- 1950 — Темне місто / Dark City
- 1951 — Пекінський експрес / Peking Express
- 1951 — Червона гора / Red Mountain
- 1952 — Бутс Мелоун / Boots Malone
- 1952 — Поворотний пункт / The Turning Point
- 1953 — Саломея / Salome
- 1954 — Слоняча стежка / Elephant Walk
- 1955 — Чарівний вогонь / Magic Fire
- 1957 — Омар Хаям / Omar Khayyam
- 1964 — Швидше, давай одружимося! / Quick, Let's Get Married! / The Confession

### Європейські фільми
- 1959 — Месник / Il Vendicatore
- 1960 — Хазяйка світу — Частина I / Die Herrin der Welt — Teil I
- 1960 — Хазяйка світу — Частина II / Die Herrin der Welt — Teil II
- 1960 — Я знайшов Джулію Харрінгтон / Ich fand Julia Harrington (ТБ)
- 1960 — Майже нічне зізнання / Fastnachtsbeichte
- 1960 — Таємниці Ангкора / Les Mystères d'Angkor
- 1961 — Велика подорож / Die Große Reise (ТБ)
- 1962 — Втеча Габріеля Шиллінга / Gabriel Schillings Flucht (ТБ)
- 1962 — Гідне задоволення / Das Vergnügen, anständig zu sein (ТБ)
- 1962 — Антігона / Antigone (ТБ)
- 1966 — Самба / Samba (ТБ)
- 1968 — Сон літньої ночі / Ein Sommernachtstraum (ТБ)